# Олевка
Оле́вка (рос. Олевка, ерз. Олевка) — село у складі Ардатовського району Мордовії, Росія. Входить до складу Куракінського сільського поселення.

## Населення
Населення — 13 осіб (2010; 38 у 2002).
Національний склад (станом на 2002 рік):
- росіяни — 95 %